# 聖母無染原罪主教座堂 (摩納哥)

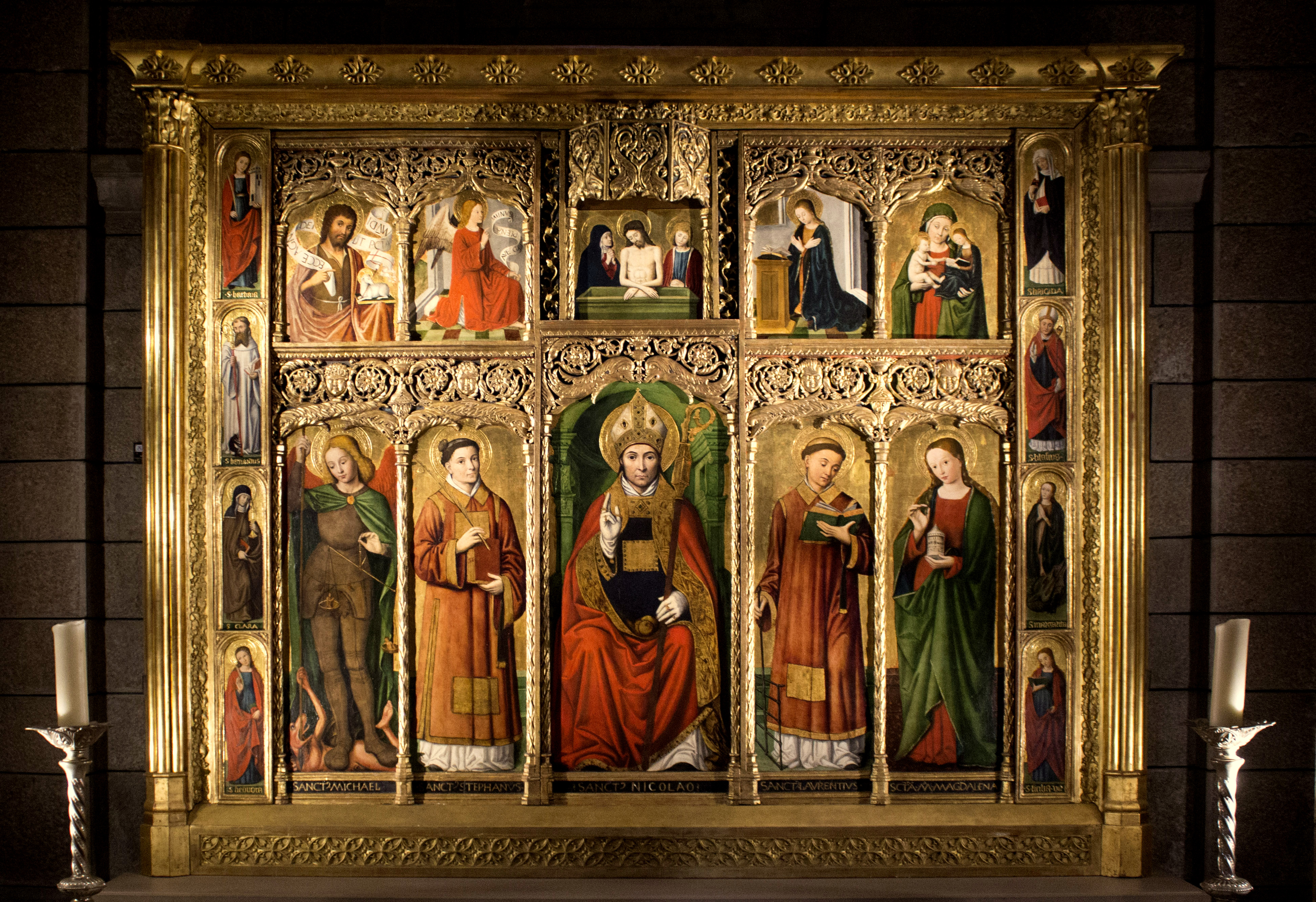
聖母無染原罪主教座堂祭坛，Ludovico Brea, 1500

聖母無染原罪主教座堂（法語：Cathédrale Notre-Dame-Immaculée）是位於摩納哥摩納哥城的一座天主教主教座堂。許多格里馬爾迪王朝名人都長眠在這裡，為摩納哥王室陵園，包括葛麗絲·凱莉和蘭尼埃三世等。教堂建於1252年，是摩納哥第一座教區教堂。